# Gralak
Paulo Sérgio Gralak, conhecido simplesmente como Gralak (Rebouças, 18 de agosto de 1969), é um ex-futebolista brasileiro que atuava como zagueiro.

## Biografia
Iniciou no futebol amador da cidade de Irati (no time da Thoms & Benato) em 1987 e começou a se destacar no Paraná Clube, no início dos anos 1990. Ficou conhecido pelo chute potente e pelas cobranças de laterais em que alçava a bola direto para a área. Em uma dessas cobranças, fez um gol histórico, pois ao lançar a bola num lateral, ela entrou direto no gol, no dia 6 de março de 1993 em partida entre Umuarama e Paraná Clube. 
Transferiu-se para o Corinthians por 500 mil dólaresno início de 1994. Estreou em 19 de janeiro, quando o Corinthians venceu o Comercial de Ribeirão Preto por 1 a 0, em partida amistosa. Foi titular do time durante a maior parte da campanha do Paulistão de 1994, onde o Timão acabou ficando com o vice-campeonato. Durante o Campeonato Brasileiro de 1994, chegou às finais e sagrou-se vice-campeão contra o Palmeiras. Durante o seu período no alvinegro, jogou 54 partidas e marcou 4 gols.
Ainda jogou no Coritiba, onde foi um dos responsáveis pelo retorno do time à Primeira Divisão do Campeonato Brasileiro. Após o acesso, o Coritiba comprou seu passe por 250 mil reais, no inicio de 1996.
antes de transferir-se para a Europa, jogando no Bordeaux da França e no Istanbulspor da Turquia.
Voltou ao Coritiba em 2000, onde só ficou até março e encerrou a carreira precocemente, aos 31 anos, motivada por uma lesão no joelho. Pelo Coxa, nas duas passagens, fez 66 jogos e marcou 10 gols.
No final de carreira, voltou à cidade de Curitiba, onde mora e trabalha como empresário de futebol.

## Títulos
Paraná
- Campeonato Brasileiro de Futebol - Série B: 1992
- Campeonato Paranaense: 1991, 1993

Corinthians
- Copa Bandeirantes: 1994